# Tresserre
Tresserre (în catalană Tresserra) este o comună în departamentul Pyrénées-Orientales din sudul Franței. În 2009 avea o populație de 774 de locuitori.

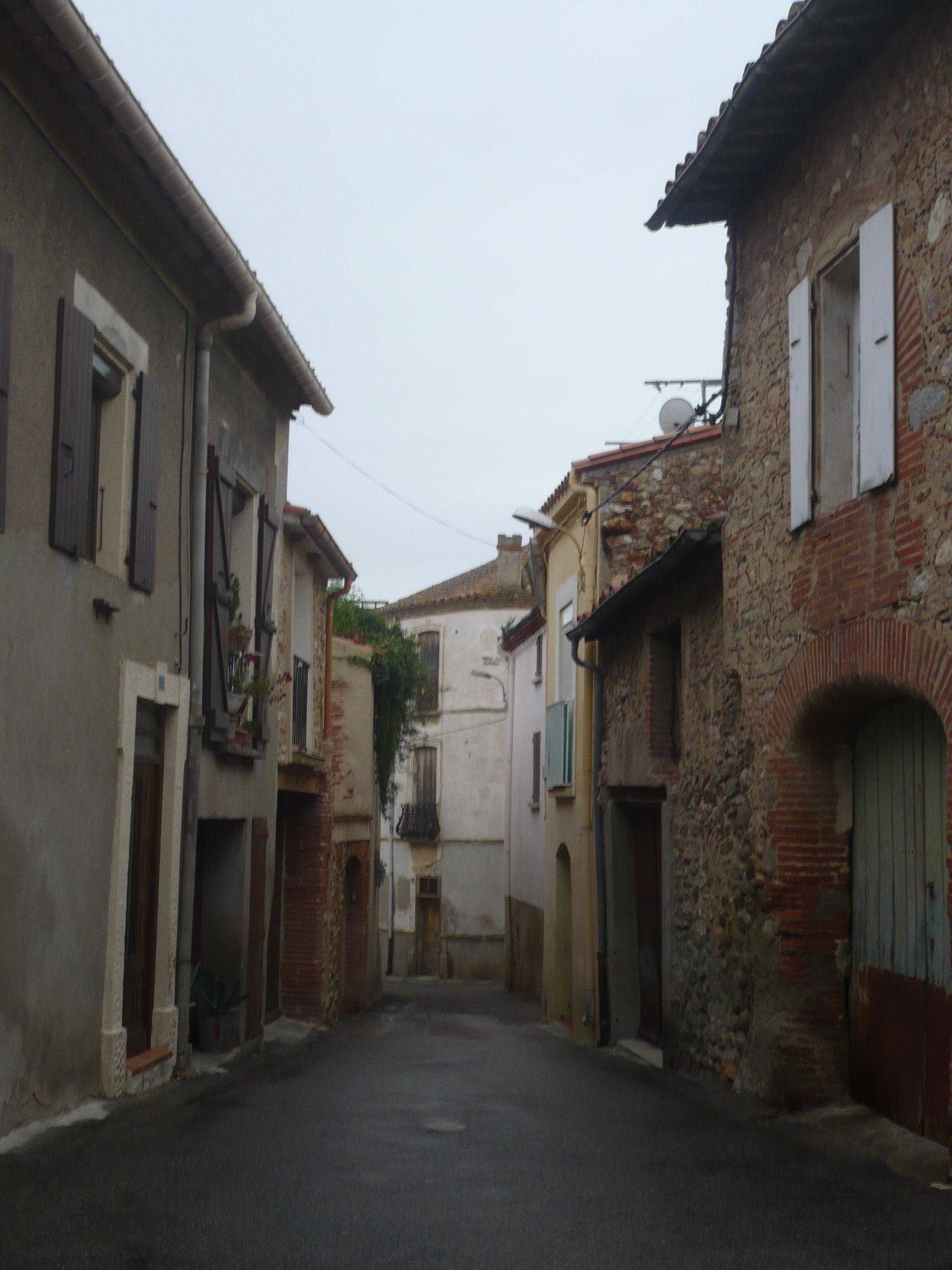
Tresserre

## Evoluția populației
| An        | 1975 | 1982 | 1990 | 1999 | 2006 | 2009 |
| --------- | ---- | ---- | ---- | ---- | ---- | ---- |
| Populație | 335  | 379  | 503  | 637  | 742  | 774  |